# Искусства и ремёсла
«Искусства и ремёсла» (англ. Arts & Crafts) — английское художественное движение викторианской эпохи (конец XIX века), участники которого следовали идеям Джона Раскина (Рёскина) и Уильяма Морриса о художественном превосходстве изделий ручного ремесла над продуктами промышленного производства. Уильям Моррис, художник, теоретик искусства, писатель, публицист и политический деятель, пытался на практике осуществить утопические идеи Джона Раскина о возрождении средневековой эстетики. Движение «Искусства и ремёсла» можно рассматривать как форму сопротивления вкусам викторианской эпохи. Движение «Искусства и ремёсла» было идеологически близким устремлениям английских художников-прерафаэлитов. Моррис разделял романтические убеждения и был поклонником готики. Ему был чужд рационализм классицизма, тем не менее он видел источник художественного вкуса в искусстве Возрождения и Средних веков. Идеи Морриса и движения «Искусства и ремёсла» были отчасти предвосхищены творчеством английского художника, писателя и историка искусства Оуэна Джонса, одного из организаторов первой Всемирной выставки в Лондоне 1851 года и автора книги «Грамматика орнамента» (1856).
Движение «Искусства и ремёсла» послужило стимулом формирования нового искусства и в некоторых случаях рассматривается как важный источник модерна. Отчасти предвосхищало идеи будущего промышленного дизайна. 
Аналогичные объединения возникали во многих странах:
- в Англии — Гильдия века,
- в Германии — Веркбунд,
- в Австрии — Венские мастерские,
- в России — Абрамцевский кружок и мастерские в Талашкине.

## Идеология
Движение «Искусства и ремёсла» стало реакцией на промышленную революцию, когда частью повседневной жизни стали обезличенные предметы промышленного производства. Моррис и художники-прерафаэлиты, идеализируя средневековье, разделяли убеждения Джона Рёскина о превосходстве изделий ручного изготовления перед продуктами фабричного производства. По их убеждению, массовая продукция приводит к нивелированию вкусов, исчезновению эстетики из окружающей действительности, эстетической и даже нравственной деградации как создателей, так и потребителей товаров. Сторонники движения «Искусства и ремёсла» в продолжение средневековых ремесленных гильдий образовывали сообщества, каждое с собственным стилем, специализацией и лидерами. Там они обсуждали свои идеи и делились опытом. Сам Моррис разделял идеалы социализма, веря в то, что искусство и художественное ремесло могут изменить общественный уклад и улучшить качество жизни. В проектировании и изготовлении изделий ручным способом и на старинных станках предпочтение отдавалось простоте, лаконичности форм, выявлению естественных, природных качеств материала, растительному и анималистическому орнаменту, соответствующему этим качествам.

## Обои по рисункам У. Морриса
- «Артишоки»
- Рисунок ткани. 1876
- «Маргаритки»
- «Медвежья лапа»
- «Фрукты»
- «Шпалера»

## История
Движение «Искусства и ремёсла» родилось как противодействие индустриализации XIX века. Утончённые эстеты и деятели Эстетического движения, зародившегося в Англии, были убеждены, что массовое производство неизбежно приводит к ухудшению внешнего вида и качества товаров. Целью движения «Искусства и ремёсла» была популяризация традиционного ремесленного труда. Ядро движения составляли художники, архитекторы, писатели, ремесленники, объединённые верой в превосходство предметов ручного изготовления перед изделиями фабричного производства. Фабричное производство, по их мнению, вело к деградации как создателя, так и покупателя товара. Произведения сторонников движения «Искусства и ремёсла» отличает внешняя простота, лаконичность форм, стремление создателей гармонично объединить функцию, конструкцию, форму и декор изделий. В самом простом виде декор повторял элементы конструкции — например, мебель украшали узорами из деревянных шпунтов и колышков.
Одним из первых деградацию эстетического сознания индустриальной эпохи с моральным состоянием нации связал архитектор и художник-декоратор Огастес Пьюджин. Как и многие другие викторианские архитекторы, он был приверженцем неоготики, которая символизировала для него подлинно христианские ценности средневековья. Пьюджин прославился проектом новых палат Парламента (1835—1837), а созданные им предметы и архитектурные объекты стали источником вдохновения для многих деятелей искусства, включая Уильяма Бёрджеса, Джона Рёскина и Уильяма Морриса. Однако самому Моррису были чужды не только античность, искусство итальянского Возрождения, классицизм, но и игра в средневековье, поверхностные стилизации Оуэна Джонса, Огастеса Пьюджина и даже наивность прерафаэлитов. Моррис подошёл к делу иначе: весьма прагматично и технологично. Он сам учился ткачеству, переплётному делу, гончарному ремеслу, резьбе по дереву и гравированию по металлу. Он изготавливал книжные переплёты, изобретал новые шрифты. В течение двух лет работал над уникальным изданием сочинений Джефри Чосера, перевёл на английский язык поэму Гомера «Одиссея». Своё эстетическое кредо Уильям Моррис сформулировал следующим образом: «Помимо желания создавать красивые вещи основной страстью моей жизни была и есть ненависть к современной цивилизации».
Развитие движения «Искусства и ремёсла» в Великобритании прошло две стадии. На первой стадии, когда движение возглавлял Моррис, его последователи черпали вдохновение в природных (растительных и анималистических) мотивах — это особенно заметно на рисунках Морриса для бумажных обоев и набивных тканей. На второй стадии художники, в том числе Артур Макмердо из Гильдии века, в большей степени использовали геометризованные формы и геометрический орнамент. Керамика Уильяма де Моргана, фарфор Уолтера Крейна, металлические изделия с разноцветной эмалью архитектора и дизайнера Чарльза Эшби отражают эстетику второй стадии движения «Искусства и ремёсла».
В 1861 г. Уильям Моррис основал фирму «Моррис, Маршал, Фолкнер и К°» (впоследствии переименованную в «Моррис и К°»). В её мастерских изготавливали тканые изделия, мебель, витражи, изделия из металла. Моррис привлёк к работе в фирме своих друзей, живописцев-прерафаэлитов: Э. Бёрн-Джонса, Ф. М. Брауна, Дж. Э. Милле.

Страстные социалисты, они были убеждены в том, что возврат к традициям ремесленничества повысит уровень жизни бедных слоёв населения Викторианской Англии и, таким образом, сделает мир лучше. Иронией выглядит тот факт, что бо́льшая часть продукции ручного изготовления мастерских «Моррис и К°» была значительно дороже промышленной и покупать её могли лишь богатые клиенты, столь презираемые членами движения. 
По примеру средневековых ремесленных цехов, сторонники движения создавали гильдии и общества ремёсел, каждое с собственным стилем, специализацией и лидерами, в которых обсуждали свои идеи и делились опытом. Среди них можно перечислить Гильдию Св. Георга, Гильдию века, Гильдию и Школу ремёсел (Guild and School of Handicraft), школу в Котсуолде (Cotswold Hills) и Гильдию работников искусства, чьей целью было «вести просвещение в области изобразительных искусств и ремёсел с помощью лекций, собраний, демонстраций, дискуссий и других методов; устанавливать и поддерживать высокие стандарты в проектировании и ремесле… любыми путями, идущими на пользу обществу». Гильдия работников искусства была создана путём слияния двух ранее существовавших групп — группы из пяти молодых архитекторов, известной как Общество Св. Георга, и группой Пятнадцати, основанной писателем и дизайнером Льюисом Ф.Деем вместе с дизайнером и иллюстратором Уолтером Крейном.
Её членами были такие известные деятели искусства, как Моррис, Макмердо, Эшби и Чарльз Войси. Если «Моррис и К°», будучи производственной фирмой, обладала упорядоченной структурой, а членов Гильдии века объединяли тесные рабочие взаимоотношения, то в Гильдии работников искусства такого единства не наблюдалось: её члены работали в собственных студиях и мастерских. Желая широко продемонстрировать и тем самым прославить свои работы, они пришли к идее организации выставки. Преодолев все препятствия, в 1888 г. Гильдия провела свою первую выставку в Новой галерее на Риджент-стрит в Лондоне, руководил ею Уолтер Крейн. Её название — «Выставка общества искусств и ремёсел» — дало имя и всему движению. Изделия прикладного и декоративного искусства (слово «дизайн» в качестве термина ещё не употребляли), вышедшие из мастерских «Искусств и ремёсел», объединяли понятием «нового английского стиля», или «стиля Студии», по названию основанного Моррисом художественного журнала «The Studio». Журнал выходил в Лондоне ежемесячно с 1895 года. Его редактором был Чарлз Холм.
Лучшие изделия «стиля Студии» отличались рациональностью, конструктивностью, хотя и снабжались «историческим декором». Однако, выполненные вручную, они были намного дороже продукции крупных промышленных предприятий и не могли конкурировать с ними на рынке. После смерти Морриса в 1896 году его мастерские возглавил Джон Генри Дирл (1860—1932), художник по текстилю и стеклу. Некоторое время деятельность «Искусств и ремёсел» поддерживалась просвещёнными любителями и меценатами, но затем круг заказчиков иссяк и деятельность мастерских прекратилась сама собой. В 1886 году при поддержке Морриса его последователь Чарлз Эшби основал в Лондоне школу ремёсел. Ныне в Музее Виктории и Альберта в Лондоне (основанном после первой Всемирной выставки 1851 г.) один из залов оформлен в «стиле Студии» произведениями мастерских У. Морриса.
Несмотря на то что движение «Искусства и ремёсла» зародилось в Великобритании, вскоре оно завоевало признание во многих странах Европы и в США. В Скандинавии и Центральной Европе его влияние привело к возрождению национальных традиций художественных ремёсел, в Америке идеалы движения «Искусства и ремёсла» воплотились в стиле миссии, или стиле «Золотого дуба». Движение «Искусства и ремёсла» оказало большое влияние на развитие эстетики в изобразительных искусствах, его последователями была предложена концепция влияния искусства на жизнь общества, кроме того, оно стало предтечей искусства модерна, а отдельные принципы формообразования в последующем были реализованы в течениях функционализма, конструктивизма, в школе Баухаус и оказали своё воздействие на возникновение промышленного дизайна.

## Мебель
Мебель, спроектированная в мастерских «Искусства и ремёсла», отличалась рациональностью, лаконизмом форм, простотой силуэтов, что сближало её с образцами георгианского и «староанглийского» стилей. Минимальный декор обеспечивали конструктивные элементы: крепления-шпонки, обрамления филёнок. Набор мебели был сокращён до самого необходимого: письменный стол, встроенная кровать, стулья, табуреты, комод, платяной шкаф, круглый обеденный стол, иногда трюмо с зеркалом и тумба. Массивные книжные шкафы заменялись более лёгкими и мобильными книжными полками. Образцы мебели мастерских Уильяма Морриса экспонируются в специальном зале, воссоздающем обстановку «Искусств и ремёсел», в Музее Виктории и Альберта в Лондоне.

## Ключевые фигуры
- Моррис, Уильям (1834—1896) — социалист-утопист, писатель, художник декоративно-прикладного искусства.
- Пьюджин, Огастес Уэлби Нортмор (1812—1852) — архитектор, декоратор и теоретик искусства.
- Рёскин, Джон (1819—1900) — философ, художник, литературный и художественный критик.
- Летаби, Уильям (1857—1931) — архитектор, художник-прикладник, педагог, теоретик и критик искусства.
- Макмердо, Артур Хейгейт (1851—1942) — архитектор-декоратор, рисовальщик и художник-прикладник английского модерна.
- Эшби, Чарльз Роберт (1863—1942) — архитектор, художник-график.
- Войзи, Чарлз Фрэнсис (1857—1941) — архитектор и художник декоративно-прикладного искусства.
- Морган, Уильям де (1839—1917) — художник-керамист.
- Крейн, Уолтер (1845—1915) — художник-прикладник английского модерна, график, архитектор-декоратор и теоретик искусства.
- Стикли, Густав (1857—1942) — проектировщик и мастер мебели.
- Лимберт, Чарльз (1854—1923) — проектировщик и мастер-мебельщик.
- Хаббард, Элберт (1856—1915) — писатель, художник-прикладник, философ и теоретик искусства.
- Имидж, Селвин (1849—1930) — художник английского модерна. График, проектировщик мебели и изделий декоративно-прикладного искусства, поэт и художественный критик.
- Хорсли, Джеральд (1862—1917) — рисовальщик и архитектор.
- МакКарти, Мервин (1853—1932)
- Ньютон, Эрнст (1856—1922)
- Прайор, И.С. (1852—1932)
- Дей, Льюис Форман (1845—1910) — художник-прикладник и педагог.
- Макинтош, Чарльз Ренни (1868—1928) — архитектор и декоратор шотландского модерна.

## Гильдии и общества ремёсел
- Гильдия Св. Георга (1872, Лондон). Основатель/руководитель — Рёскин, Джон.
- Гильдия Века (1882—1888, Лондон). Основатель/руководитель — Макмердо, Артур Хейгейт, Имидж, Селвин.
- Общество искусств Св. Георга (1883, Лондон). Основатель/руководитель — Хорсли, Джеральд, Летаби, Уильям, Маккарти, Мервин, Ньютон, Эрнст, Прайор, И. С.
- Гильдия работников искусства (1884, Лондон). Основатель/руководитель — Общество искусств Св. Георга и группа Пятнадцати.
- Гильдия и Школа искусств и ремёсел (1888, Лондон). Основатель/руководитель — Эшби, Чарльз.
- Школа Глазго (1890-е гг., Глазго). Основатель/руководитель — Макинтош, Чарльз Ренни.
- Гильдия Св. Георга (1872, США). Основатель/руководитель — Хаббард, Элберт.
- Объединённые ремёсла (1898—1915, США). Основатель/руководитель — Стикли, Густав.